# Hiroyuki Abe
Hiroyuki Abe (阿部 浩之 Abe Hiroyuki?,  Kanmaki, Kitakatsuragi, Nara, 5 de julio de 1989) es un exfutbolista japonés que jugaba de centrocampista.

## Trayectoria

### Clubes
| Club                     | País  | Año       |
| ------------------------ | ----- | --------- |
| Gamba Osaka              | Japón | 2012-2016 |
| Kawasaki Frontale        | Japón | 2017-2019 |
| Nagoya Grampus           | Japón | 2020-2022 |
| Shonan Bellmare (cedido) | Japón | 2022      |
| Shonan Bellmare          | Japón | 2023-2024 |

### Selección nacional
| Selección | País  | Año  |
| --------- | ----- | ---- |
| Sub-23    | Japón | 2010 |

## Palmarés

### Títulos nacionales
| Título             | Club              | País  | Año  |
| ------------------ | ----------------- | ----- | ---- |
| J2 League          | Gamba Osaka       | Japón | 2013 |
| Copa J. League     | Gamba Osaka       | Japón | 2014 |
| J1 League          | Gamba Osaka       | Japón | 2014 |
| Copa del Emperador | Gamba Osaka       | Japón | 2014 |
| Supercopa de Japón | Gamba Osaka       | Japón | 2015 |
| Copa del Emperador | Gamba Osaka       | Japón | 2015 |
| J1 League          | Kawasaki Frontale | Japón | 2017 |
| J1 League          | Kawasaki Frontale | Japón | 2018 |
| Supercopa de Japón | Kawasaki Frontale | Japón | 2019 |
| Copa J. League     | Kawasaki Frontale | Japón | 2019 |
| Copa J. League     | Nagoya Grampus    | Japón | 2021 |

### Distinciones individuales
| Distinción                                 | Año  |
| ------------------------------------------ | ---- |
| Premio al Jugador Superior de la J. League | 2014 |